# Василівка (Хмельницький район)
Васи́лівка — село в Україні, у Теофіпольській селищній громаді Хмельницького району Хмельницької області. Розташоване на півночі району.
До 2020 підпорядковане Борщівській сільській раді. Село розташоване на горбистій місцевості, на правому березі річки Полкви 
У селі 46 дворів, 137 мешканців (2007).

## Історія
Василівка вперше згадується 1572 року в архівних документах князів Сапєгів. Вона заснована князем Костянтином-Василем Острозьким і названа на його честь.
Станом на 1886 рік в колишньому власницькому селі Колківської волості Старокостянтинівського повіту Волинської губернії мешкало 286 осіб, налічувалось 39 дворових господарств, існувала православна церква, постоялий будинок, водяний і вітряний млини.
За переписом 1897 року кількість мешканців зросла до 502 осіб (263 чоловічої статі та 239 — жіночої), з яких 359 — православної віри, 138 — римо-католицької.
7 (20) листопада 1917 року, відповідно до.Третього Універсалу Української Центральної Ради, увійшло до складу Української Народної Республіки.
12 червня 2020 року, відповідно до розпорядження Кабінету Міністрів України № 727-р «Про визначення адміністративних центрів та затвердження територій територіальних громад Хмельницької області», увійшло до складу Теофіпольської селищної громади.
19 липня 2020 року, в результаті адміністративно-територіальної реформи та ліквідації Теофіпольського району, село увійшло до складу Хмельницького району.